# 羅金亞爾維湖
61°35′35″N 33°11′50″E / 61.5931°N 33.1972°E
羅金亞爾維湖（俄语：Родинъярви），是俄羅斯的湖泊，位於該國西北部，由卡累利阿共和國負責管轄，長0.83公里、寬0.33公里，面積0.62平方公里，湖岸線長度3.15公里，海拔高度139米。